# Out of My Limit
Out of My Limit è il primo singolo del gruppo australiano 5 Seconds of Summer, pubblicato nel 2012.

## Tracce
- Download digitale

1. Out of My Limit – 3:14